# Нестеров, Владимир Евгеньевич
Владимир Евгеньевич Нестеров (1 июля 1949, Череповец — 28 декабря 2022) — советский и российский конструктор. Генеральный директор Государственного космического научно-производственного центра им. М. В. Хруничева (2005—2012), кандидат технических наук, полковник. Лауреат Государственной премии Российской Федерации (1997) и Премии Правительства Российской Федерации в области науки и техники (2007).

## Биография
С 1953 года жил в Москве. После окончания в 1972 году МАИ им. С. Орджоникидзе (факультет «двигатели летательных аппаратов») служил в Вооружённых Силах СССР — инженером по эксплуатации вычислительной техники, обеспечивающей управление космическими аппаратами, младшим военным представителем в КБ «Химмаш». В 1978 окончил Военную академию им. Ф. Э. Дзержинского. Служил офицером, старшим офицером в Центральном (Главном) управлении космических средств; занимался многоразовой космической системой «Энергия-Буран» (ведущий по блокам «А» первой ступени ракеты-носителя «Энергия», затем отвечал за ракету-носитель в целом); с 1988 — заместитель начальника отдела, с 1990 — начальник отдела, заместитель начальника управления.
В октябре 1992 года откомандирован в Российское космическое агентство на должность заместителя начальника управления средств выведения, наземной космической инфраструктуры и кооперационных связей; с 2000 года — начальник этого управления. Создавал систему гражданской эксплуатации космодрома «Байконур».
Принимал участие в создании шести космических ракетных комплексов — «Зенит», «Буран», «Союз-2», «Протон-М», «Наземный старт» и «Ангара», комплексов разгонных блоков «Бриз-М» и «Фрегат»; участник более 500 запусков ракет-носителей космического назначения различных типов. Руководил запусками как председатель государственных комиссий КРК «Днепр», «Циклон», «Союз», «Зенит», «Протон».
С 25 ноября 2005 года — генеральный директор Государственного космического научно-производственного центра им. М. В. Хруничева (распоряжение Президента Российской Федерации № 569/рп).
С 2009 года — генеральный конструктор средств выведения космических аппаратов на орбиту и их межорбитальной транспортировки.
15 августа 2012 г. подал заявление об отставке с поста генерального директора. Перешёл на должность первого заместителя гендиректора, курируя производство ракеты-носителя «Ангара».
30 декабря 2014 года закончил работу над «Ангарой» и уволился из ГКНПЦ им. М. В. Хруничева, прокомментировав это так: «23 декабря ракета улетела, я выполнил свою задачу, а потому больше не видел необходимости оставаться на предприятии. Не видело такой необходимости и новое руководство ГКНПЦ, поэтому 30 декабря ушёл по соглашению сторон».
Находился под следствием по делу о хищении 368 млн рублей в НПЦ им. Хруничева (обвинение в растрате денежных средств предприятия в особо крупном размере, ч. 4 ст. 160 УК РФ и подделке официальных документов, ч. 2 ст. 327 УК РФ).
29 января 2024 года был полностью оправдан Московским городским судом.
Действительный член Международной академии астронавтики, Академии космонавтики им. К. Э. Циолковского и Российской инженерной академии.

## Награды
- Орден «За заслуги перед Отечеством» IV степени (24 августа 2009 года) — за большой вклад в создание и производство специальной техники, многолетнюю добросовестную работу[7][8]
- Орден Почёта (13 ноября 2005 года) — за большой вклад в разработку и создание специальной техники и многолетний добросовестный труд[9]
- Медаль ордена «За заслуги перед Отечеством» II степени (2 мая 1996 года) — за заслуги перед государством, большой вклад в становление и развитие пилотируемой космонавтики[10]
- Орден Красной Звезды — за создание и успешные испытания в 1987—1988 гг. многоразовой космической системы «Энергия-Буран»
- Орден «За заслуги» III степени (11 апреля 2006 года, Украина) — за значительный личный вклад в развитие научно-технического сотрудничества между Украиной и Российской Федерацией, реализацию совместных проектов в области ракетно-космической техники[11]
- Орден преподобного Сергия Радонежского III степени Русской православной церкви
- Государственная премия Российской Федерации (10 июня 1997 года) — за создание мощного маршевого кислородно-водородного жидкостного ракетного двигателя РД-0120 и внедрение высокоэффективных криогенных технологий для разработки двигателей нового поколения и обеспечения международного сотрудничества[12]
- Премия Правительства Российской Федерации в области науки и техники (2007) — за участие в создании космического ракетного комплекса «Протон-М»
- Почётная грамота Правительства Российской Федерации (17 июля 2009 года) — за большой личный вклад в создание новой специальной техники и укрепление обороноспособности страны[13]
- 22 ведомственные награды Российского космического агентства, Российского авиационно-космического агентства, Федерального космического агентства
- два ордена и 39 медалей Федерации космонавтики.

## Семья
Женат, имеет сына и дочь.